# Congregación de Nuestra Señora de la Caridad del Buen Pastor
La Congregación de Nuestra Señora de la Caridad del Buen Pastor (oficialmente en latín: Congregatio Sororum a Bono Pastore) es una congregación religiosa católica femenina, de vida apostólica y de derecho pontificio, fundada en 1835 por la religiosa francesa María Eufrasia Pelletier, en Angers. A las religiosas de este instituto se les conoce como Hermanas del Buen Pastor y posponen a sus nombres las siglas  R.B.P.

## Historia

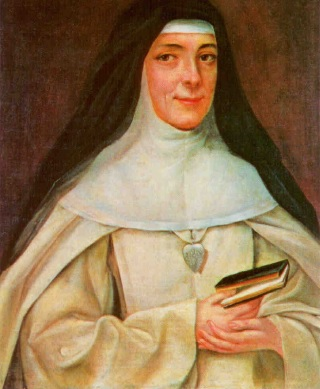
María Eufrasia Pelletier (1796-1868), fundadora de la Congregación de Nuestra Señora de la Caridad del Buen Pastor, es venerada como santa en la Iglesia católica.

La congregación tiene su origen en la Orden de Nuestra Señora de la Caridad. María Eufrasia Pelletier, superiora del monasterio de Tours, inauguró en Angers una filial, el 31 de julio de 1829. La fundadora fue elegida superiora de Angers en 1831. De esta casa surgieron nuevas filiales en Le Mans, Poitiers, Grenoble y Metz. Según la tradición monástica casa comunidad era independiente y vivían bajo su propia regla. Pelletier pidió al papa Gregorio XVI, de unir Angers y todas sus filiales en una congregación centralizada. El pontífice acogió la propuesta de la religiosa y aprobó el instituto como congregación religiosa de derecho pontificio, mediante decretum laudis del 3 de abril de 1835.
Junto a las hermanas de vida activa, la fundadora instituyó también una clase de religiosas de vida contemplativa, conocidas popularmente como «las magdalenas».
Entre las religiosas del instituto destacan la fundadora María Eufrasia Pelletier, quien se encargó de propagar la congregación en Europa, venerada como santa en la Iglesia católica, y María del Divino Corazón Droste zu Vischering, religiosa alemana que hizo misión en Portugal, más conocida por propagar la devoción del Sagrado Corazón de Jesús y haber motivado al papa León XIII a consagrar todo el género humano al Corazón de Cristo (publicada en la encíclica Annum sacrum del 25 de mayo de 1899). Es venerada como beata.

## Organización

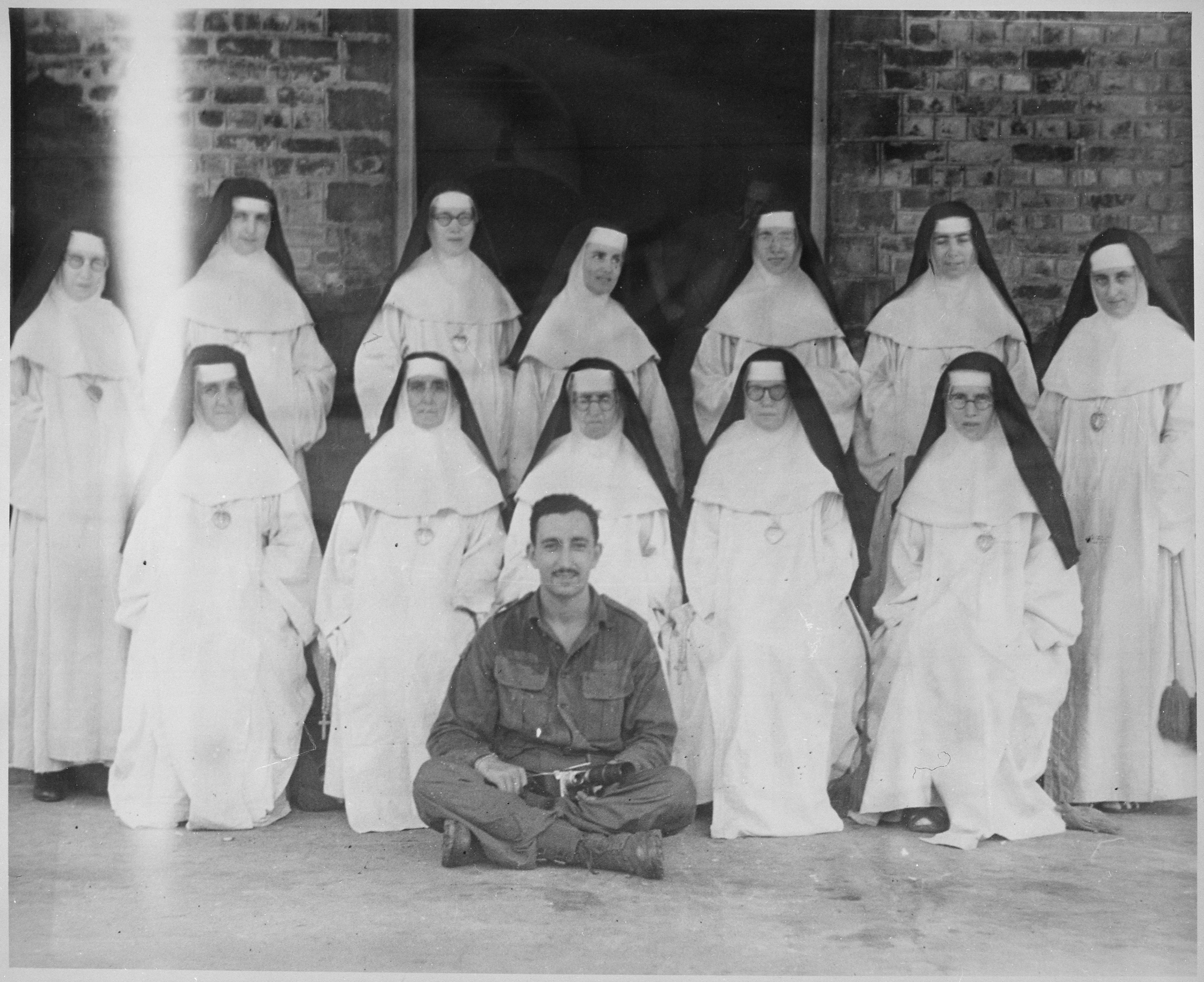
Las Hermanas del Buen Pastor con sus hábitos religiosos originales.

La Congregación de Nuestra Señora de la Caridad del Buen Pastor es un instituto religioso centralizado, de vida apostólica y de derecho pontificio, cuyo gobierno es ejercido por una superiora general y se dividen en dos grupos: las Hermanas Buen Pastor Apostólicas (religiosas de vida activa) y las Hermanas Buen Pastor Contemplativas (monjas de clausura monástica). La sede central se encuentra en Roma.
Las hermanas del Buen Pastor se dedican a la rehabilitación de las prostitutas y de las mujeres que han caído en redes de trata, a la pastoral penitenciaria en las cárceles femeninas y a la contemplación. En 2017 el instituto contaba con 3.564 religiosas y 502 comunidades, presentes en Alemania, Albania, Argentina, Austria, Australia, Bélgica, Bolivia, Brasil, Canadá, Chile, China, Colombia, Corea del Sur, Costa Rica, Ecuador, Egipto, El Salvador, España, Estados Unidos, Filipinas,  Francia, Guatemala, Honduras, India, Indonesia, Irlanda, Italia, Japón, Kenia, Líbano, Madagascar, Malasia, México, Mozambique, Nicaragua, Nueva Zelanda, Países Bajos, Pakistán, Panamá, Paraguay, Perú, Portugal, Puerto Rico, Reino Unido, República Centroafricana, República Checa, República Democrática del Congo, Senegal, Siria, Sri Lanka, Suiza, Sudáfrica, Sudán del Sur, Taiwán, Uruguay y Venezuela.

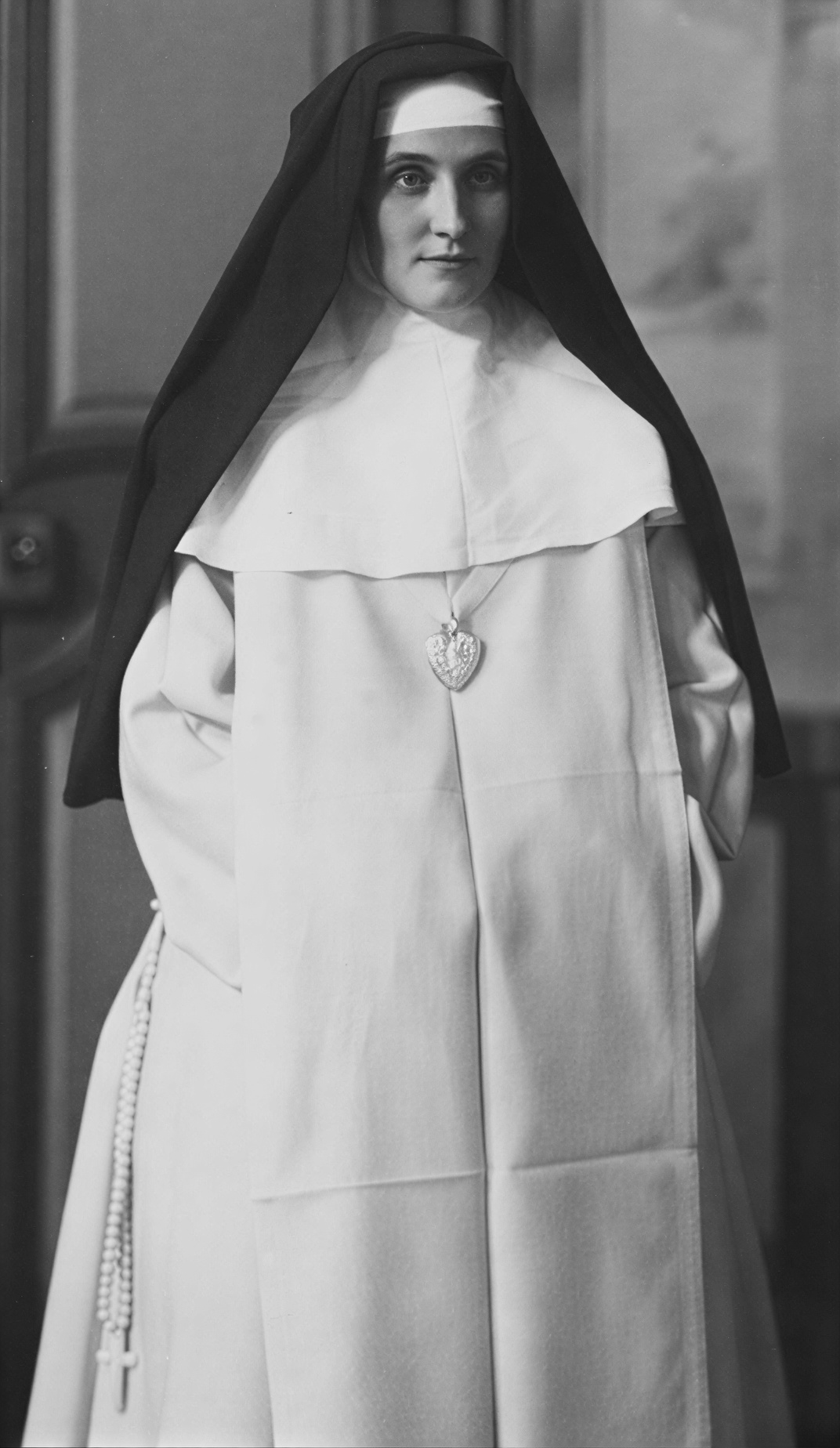
La beata María del Divino Corazón Droste zu Vischering con el hábito religioso de la congregación.